# فرودگاه اسکای‌پورت
فرودگاه اسکای‌پورت (به انگلیسی: Skyport Airport) یک فرودگاه همگانی بهره‌برداری هوایی است که یک باند فرود چمن و شن دارد و در سال ۲۰۰۰ از آن بهره‌وری هوایی شد و طول باند آن ۶۱۰ متر است. این فرودگاه در کشور ایالات متحده آمریکا قرار دارد و در ارتفاع ۵۳ متری از سطح دریا واقع شده است. فرودگاه اسکای‌پورت در اصل یک فرودگاه نظامی‌ست.